# Gramicidin
Gramicidin je heterogena smeša šest antibiotika, gramicidini A, B i C, sačinjavaju 80%, 6%, i 14% respektivno, svi od kojih se dobijaju iz zemljišnih bakterijskih vrsta Bacillus brevis i kolektivno se nazivaju gramicidin D. Gramicidin D su linearni pentadekapeptidi. Drugim rečima njihov lanac sadrži 15 aminokiseline. U kontrastu s tim gramicidin S je ciklični peptidni lanac.

## Upotrebe
Gramicidin je aktivan protiv Gram-pozitivnih bakterija, izuzev Gram-positivnih bacila, i protiv selekcije Gram-negativnih organizama, kao što su Neisseria bakterije. Njegova terapeutska primena je ograničena na topičke aplikacije. Oni indukuju hemolizu na nižim koncentracijama od potrebnih za uginuće bacterija, te se ne mogu koristiti interno.
Gramicidin je jedan od tri konstituenta antibiotičkog polisporinskog oftalmičkog rastvora.

## Kompozicija i struktura
Gramicidin je polipeptid sa naizmeničnim L- i D-aminokiselinama i opštom formulom: 
formil-L-X-Gly-L-Ala-D-Leu-L-Ala-D-Val-L-Val-D-Val-L-Trp-D-Leu-L-Y-D-Leu-L-Trp-D-Leu-L-Trp-etanolamin
X i Y variraju među molekulima gramicidina. Postoje valinske i izoleucinske varijante sva tri tipa gramicidina, i 'X' može da bude jedna od te dve aminokiseline. Y određuje tip, gramicidin A sadrži triptofan, B fenilalanin, i C tirozin. Takođe, treba obratiti pažnju na naizmenične stereohemijske konfiguracije (D i L) aminokiselina; što je vitalno za formiranje β-heliksa.
Lanac poprima svoju tercijarnu strukturu β-heliksa unutar hidrofobnog ćelijskog lipidnog dvosloja. Heliks nije dovoljno dugačak da premosti membranu, ali dolazi do dimerizacije ćime se formira kanal dovoljne dužine. 
Struktura gramicidinskog dimera u micelama i lipidnim dvoslojevima je određena putem NMR merenja u rastvoru i u čvrstom stanju. Prva struktura je predložena 1971. godine. U organskim rastvaračima i kristalima ovaj peptid formira različite tipove neprirodnih dvostrukih heliksa.